# Le Reposoir
Le Reposoir è un comune francese di 503 abitanti situato nel dipartimento dell'Alta Savoia della regione dell'Alvernia-Rodano-Alpi.
Prende il nome dalla certosa del Reposoir (in latino Repausatorium) fondata nel 1147 per iniziativa di Aimone di Faucigny: secondo la tradizione, il nome della certosa deriva da un'affermazione del primo priore, Giovanni di Spagna, che visitando il sito dove sarebbe sorto il monastero, avrebbe esclamato "Hic est repausatorium meum" (il riposo della mia anima è qui).

## Società

### Evoluzione demografica
Abitanti censiti